# Ṃ
La M con punto suscrito (Mayúscula: Ṃ minúscula: ṃ), es una letra del alfabeto latino adicional, utilizada en algunas romanizaciónes ALA-LC y en IAST, así como en los escritos del Idioma heiltsuk oowekyala.
Esta es la letra M diacrítica con un punto suscrito.

## Uso
En heiltsuk, ‹ṃ› representa una consonante nasal bilabial sonora silábica [m̩].

## Codificación
La M con punto suscrito se puede representar en Unicode con los siguientes caracteres:
| forma     | representación | Puntos de código | descripción                                 |
| --------- | -------------- | ---------------- | ------------------------------------------- |
| Mayúscula | Ṃ              | U+1E42           | Letra mayúscula latina M con punto suscrito |
| minuscule | ṃ              | U+1E43           | Letra minúscula latina M con punto suscrito |